# Stora Kalskär
Stora Kalskär är en ö nära Stenskär i Nagu,  Finland. Den ligger i Skärgårdshavet i Pargas stad i den ekonomiska regionen  Åboland i landskapet Egentliga Finland, i den sydvästra delen av landet. Ön ligger omkring 4 kilometer söder om Stenskär, 19 kilometer sydost om Nagu kyrka, 48 kilometer söder om Åbo och omkring 160 kilometer väster om Helsingfors. Närmaste allmänna förbindelse är förbindelsebryggan vid Stenskär som trafikeras av M/S Nordep och M/S Cheri.
Öns area är 19,2 hektar och dess största längd är 1 kilometer i nord-sydlig riktning. Ön höjer sig omkring 15 meter över havsytan.